# Vlajka Vologdské oblasti

Vlajka Vologdské oblasti
Poměr stran: 2:3

Vlajka Vologdské oblasti, jedné z oblastí Ruské federace, je tvořena listem o poměru stran 2:3 se dvěma svislými pruhy, bílým a červeným, o poměru šířek 4:1. V bílém pruhu je, v žerďovém rohu, vyobrazen znak oblasti.
Barvy vlajky jsou odvozené z barev oblastního znaku: červená symbolizuje sílu a odvahu, bílá (na znaku stříbrná) šlechetnost, světlo a čistotu.

## Historie
Vologdská oblast byla ustanovena 23. září 1937. V sovětské éře oblast neužívala žádnou vlajku. 26. listopadu 1997 schválil zákonodárný sbor oblasti zákon č. 216-OZ o nové vlajce. Znak oblasti, umístěný na vlajce, byl schválen zákonem č. 35-OZ již 11. října 1995.

## Vlajky okruhů a rajónů oblasti

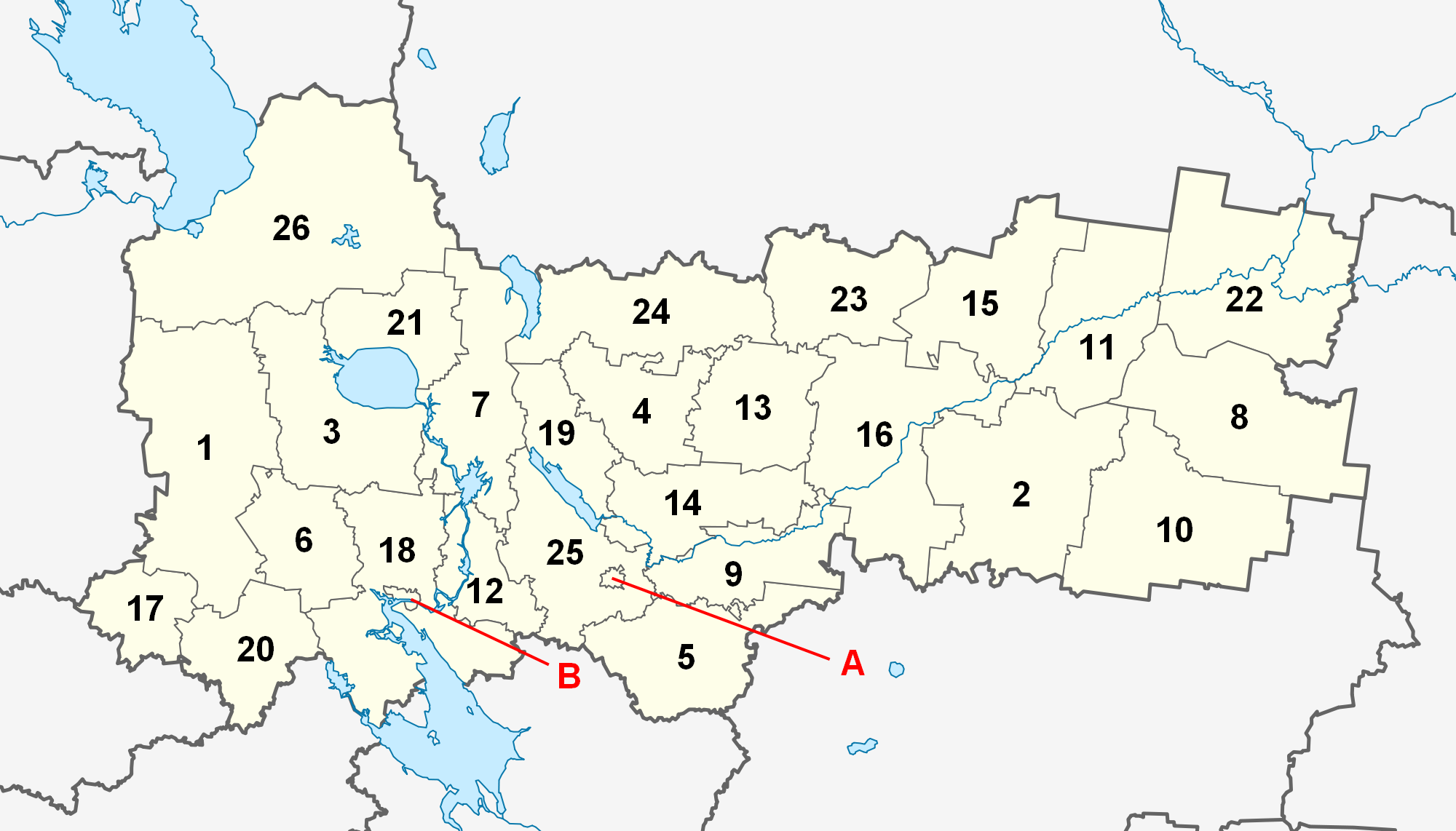
Členění Vologdské oblasti

Vologdská oblast se od 1. ledna 2021 člení na 2 městské okruhy a 26 rajónů. (čísla z mapy zřejmě neodpovídají, nutno zkontrolovat)
Města

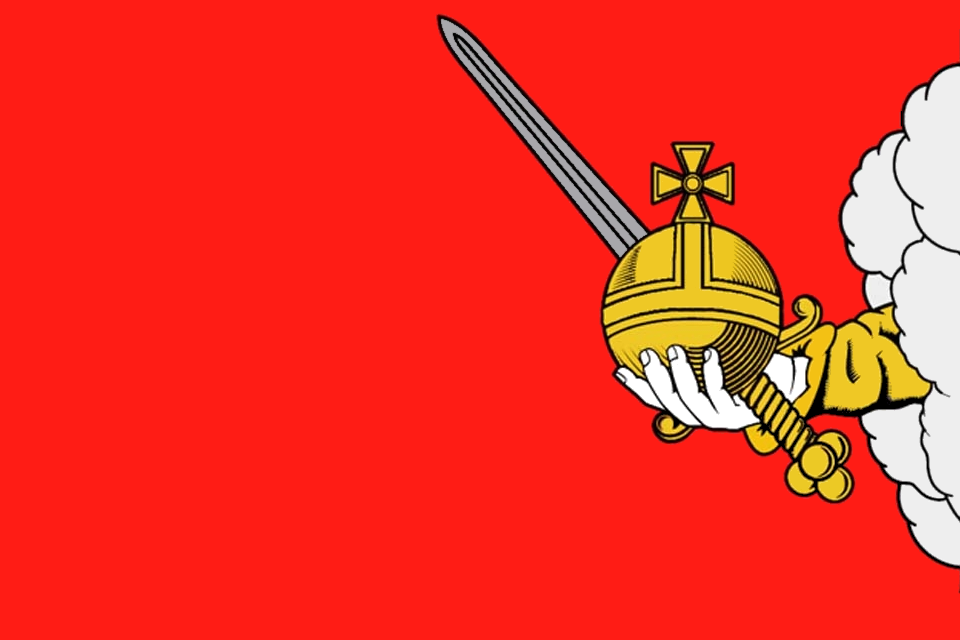
Vologda (A) Poměr stran: 2:3
Čerepovec (B) Poměr stran: 2:3

Rajóny

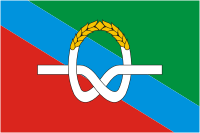
Babajevský rajón (1) Poměr stran: 2:3
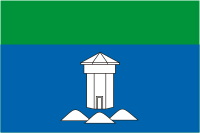
Babuškinský rajón (2) Poměr stran: 2:3
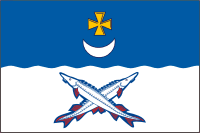
Belozerský rajón (3) Poměr stran: 2:3
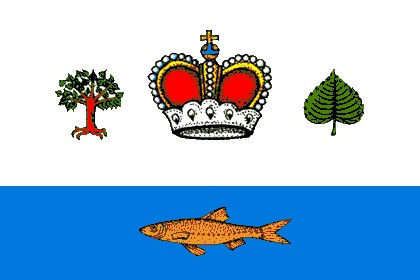
Vaškinský rajón (4) Poměr stran: 2:3
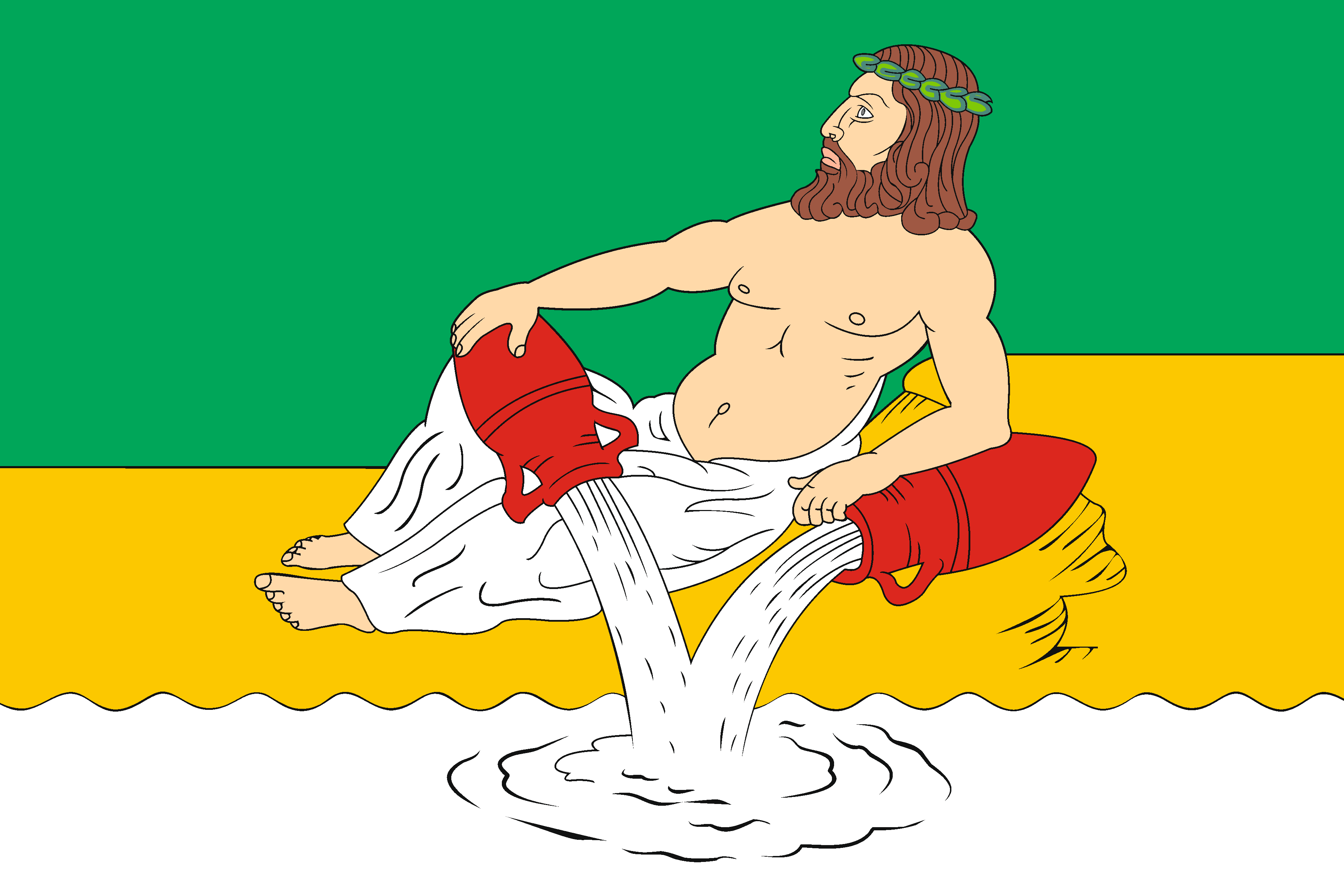
Velikoustjugský rajón (5) Poměr stran: 2:3
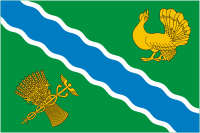
Věrchovažský rajón (6) Poměr stran: 2:3
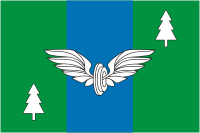
Vožegodský rajón (7) Poměr stran: 2:3
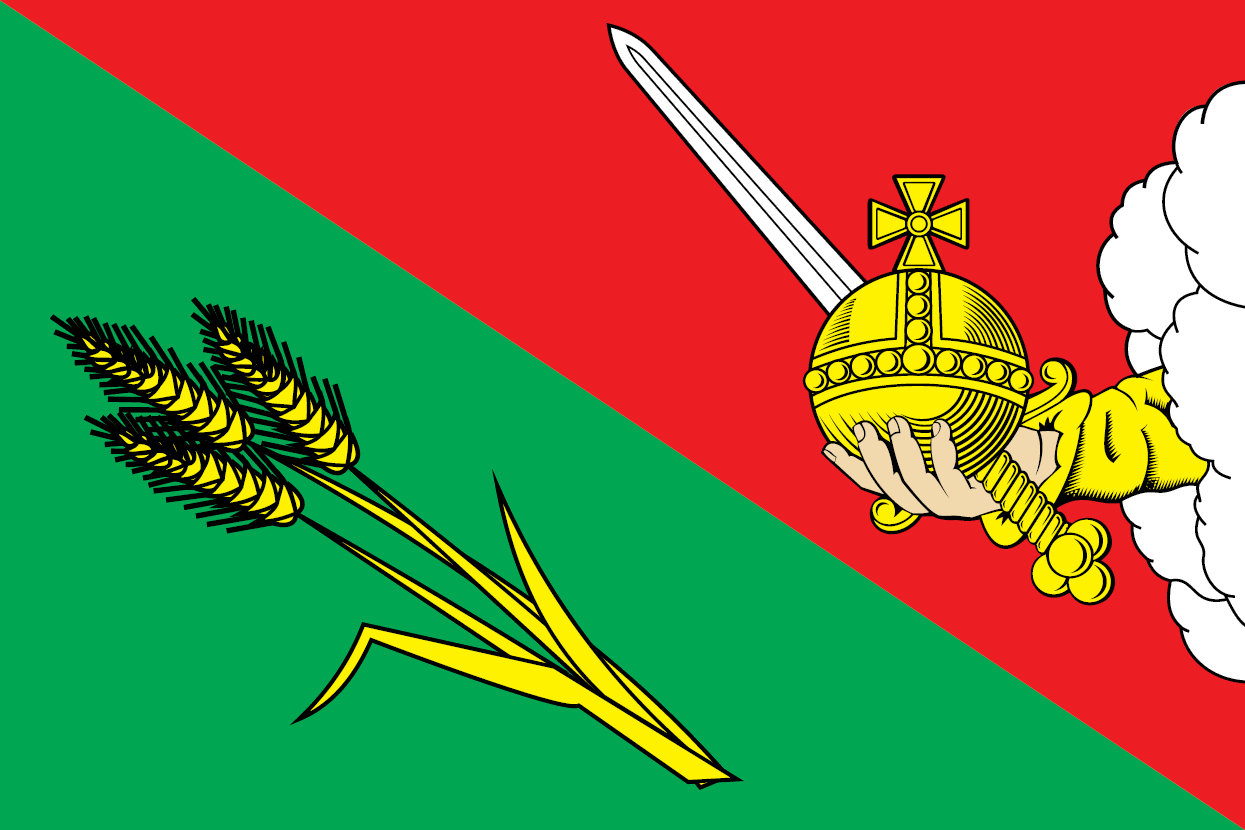
Vologodský rajón (8) Poměr stran: 2:3
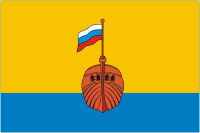
Vytěgorský rajón (9) Poměr stran: 2:3
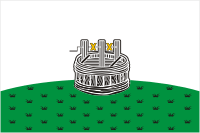
Grjazověcký rajón (10) Poměr stran: 2:3
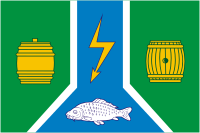
Kadujský rajón (11) Poměr stran: 2:3
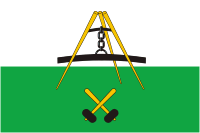
Kirillovský rajón (12) Poměr stran: 2:3
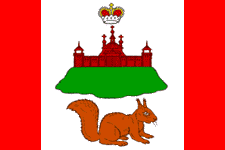
Kičmengo-Goroděcký rajón (13) Poměr stran: 2:3
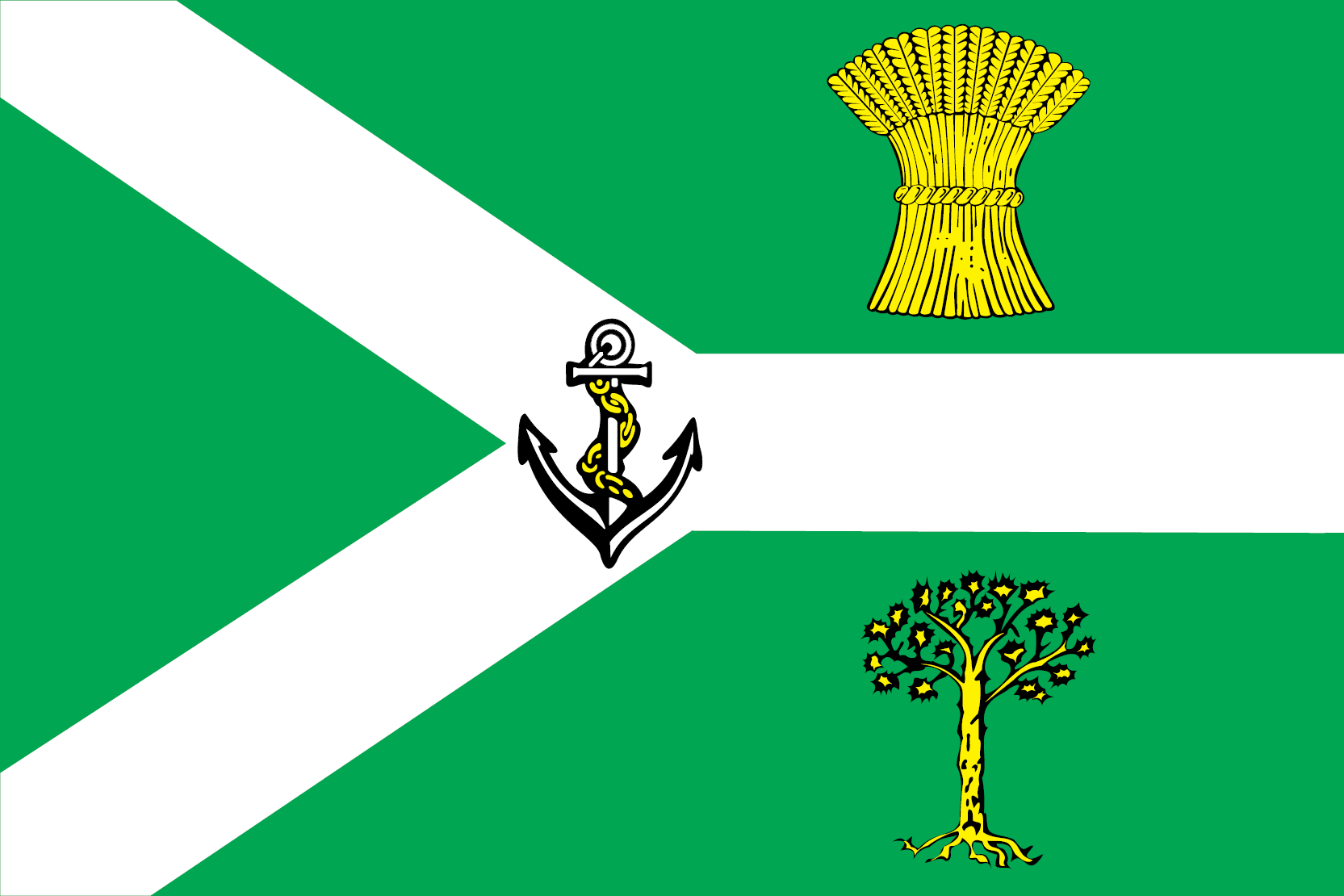
Meždurečenský rajón (14) Poměr stran: 2:3
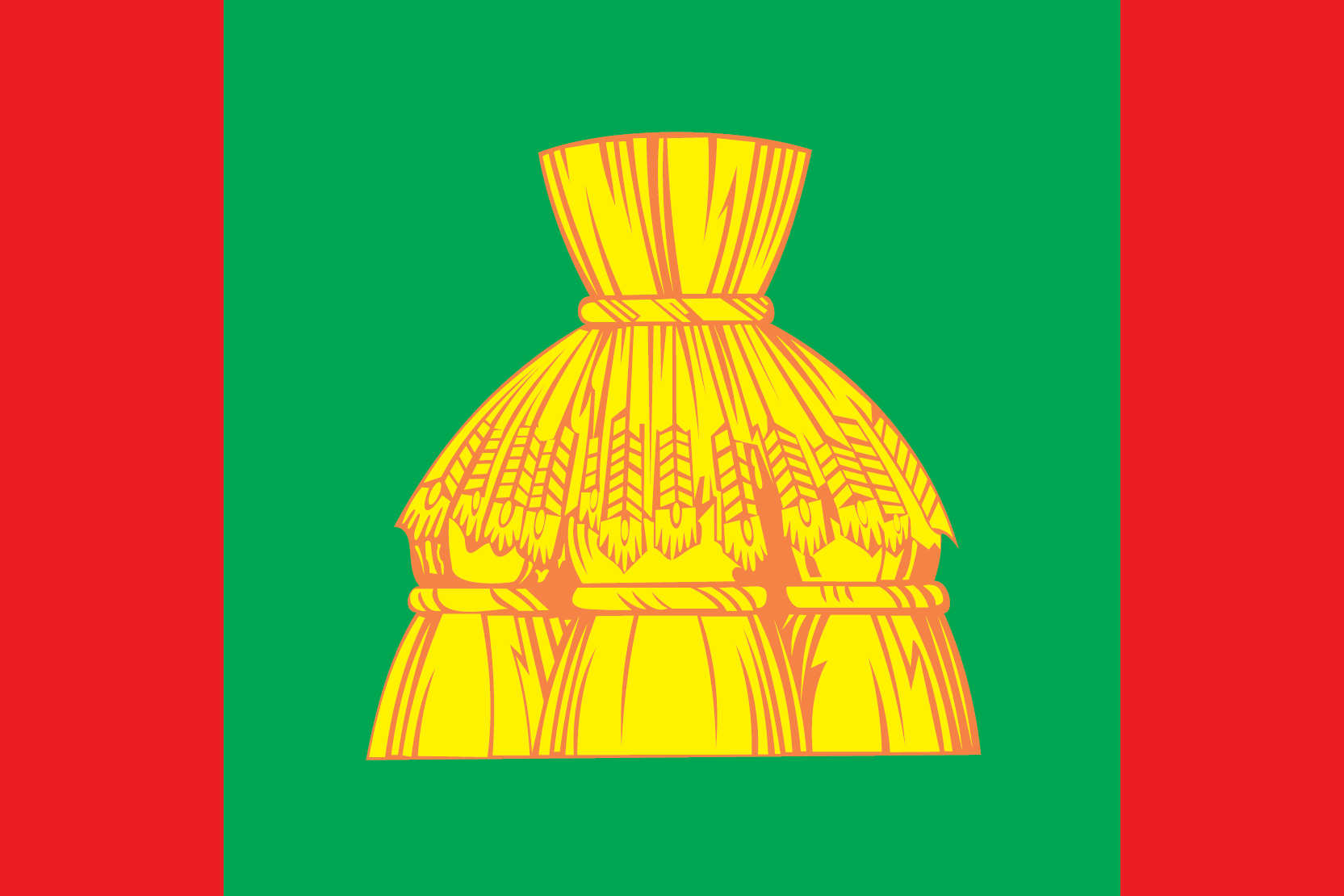
Nikolský rajón (15) Poměr stran: 2:3
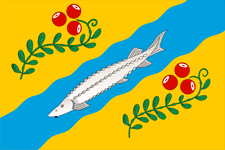
Ňjuksenský rajón (16) Poměr stran: 2:3
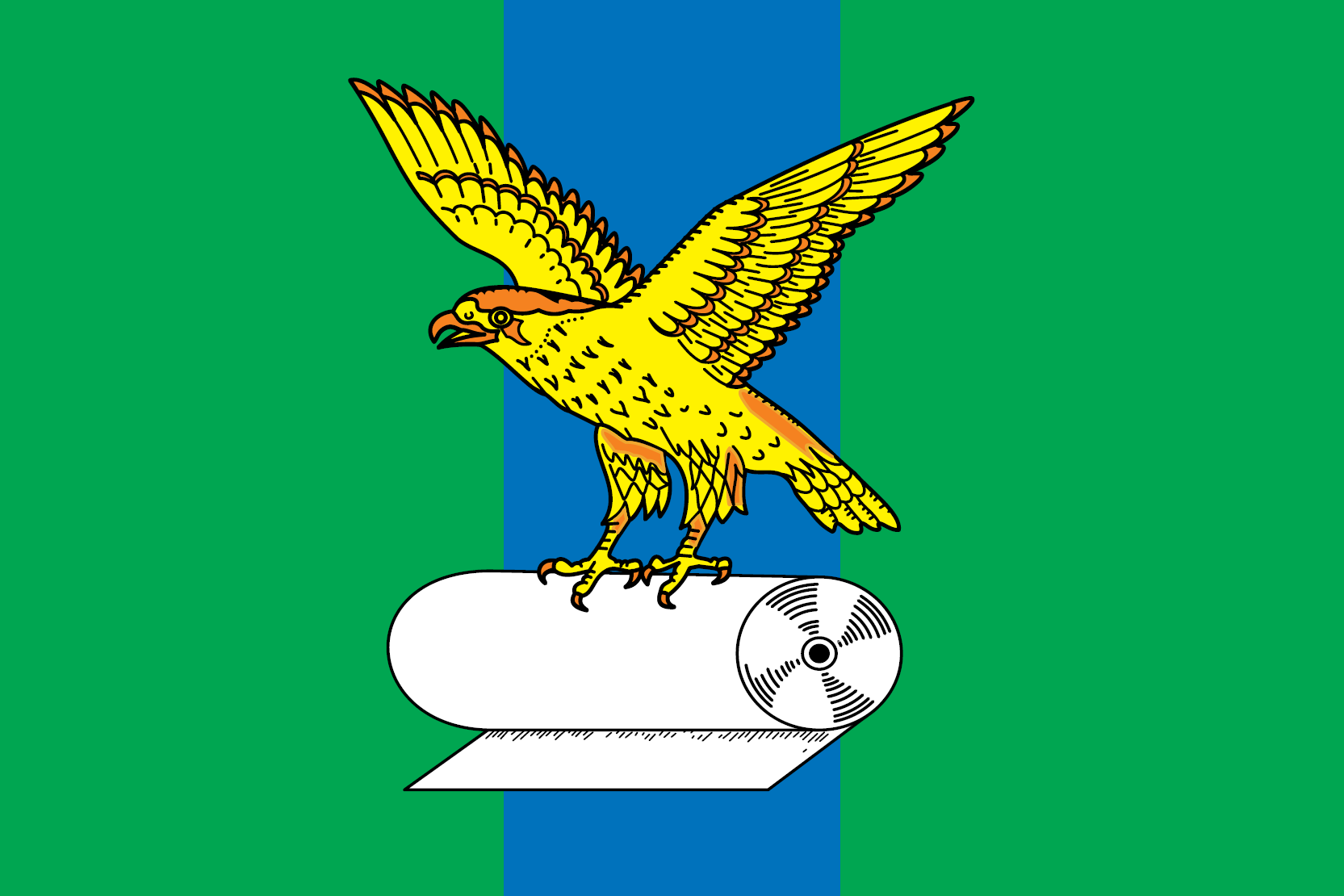
Sokolský rajón (17) Poměr stran: 2:3
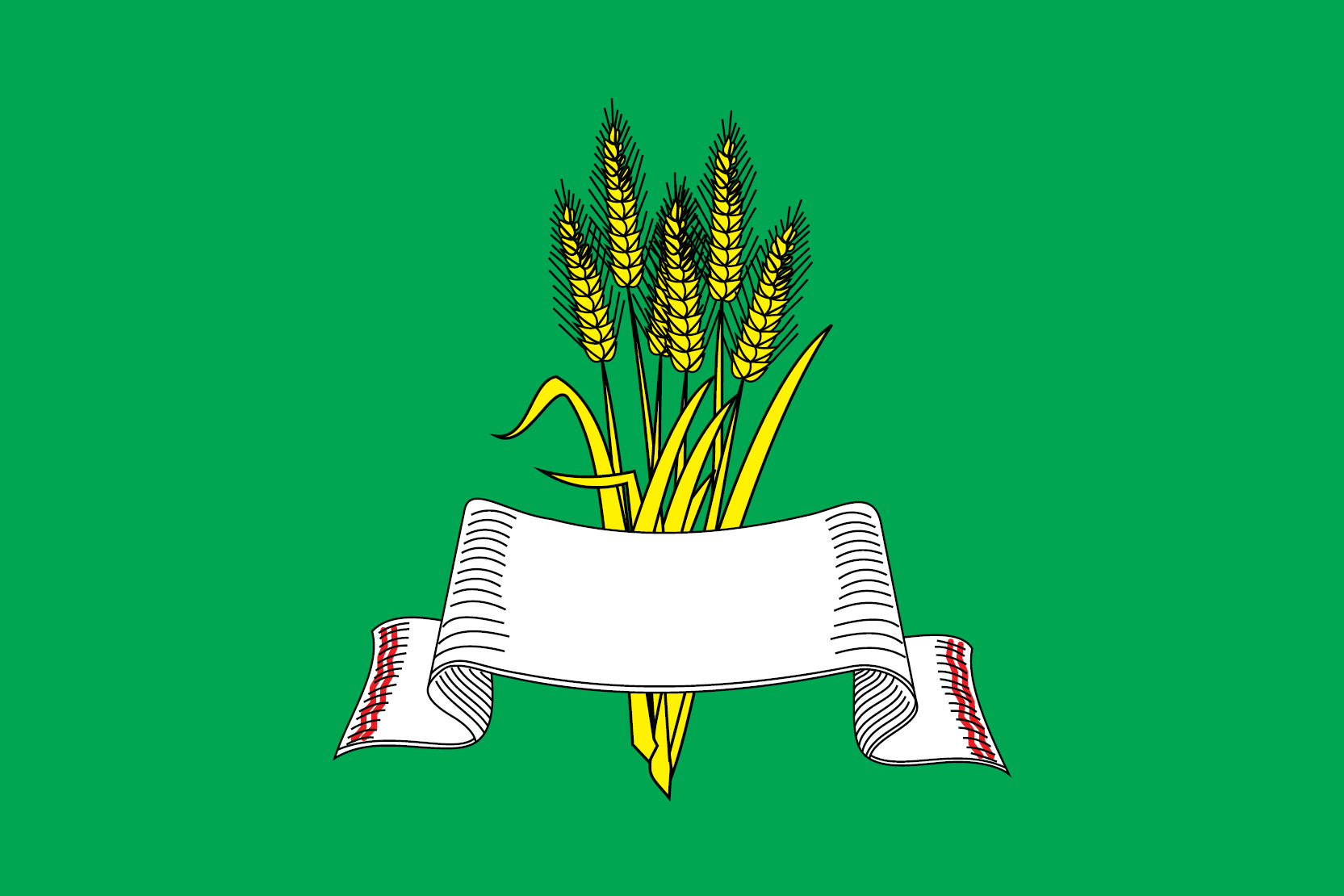
Sjamženský rajón (18) Poměr stran: 2:3
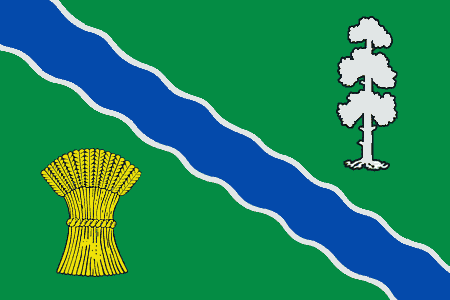
Tarnogský rajón (19) Poměr stran: 2:3
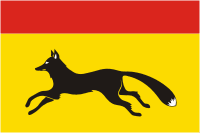
Totemský rajón (20) Poměr stran: 2:3
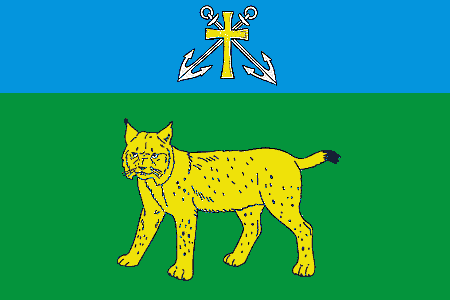
Usť-Kubinský rajón (21) Poměr stran: 2:3
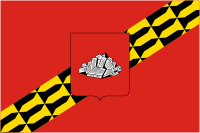
Usťuženský rajón (22) Poměr stran: 2:3
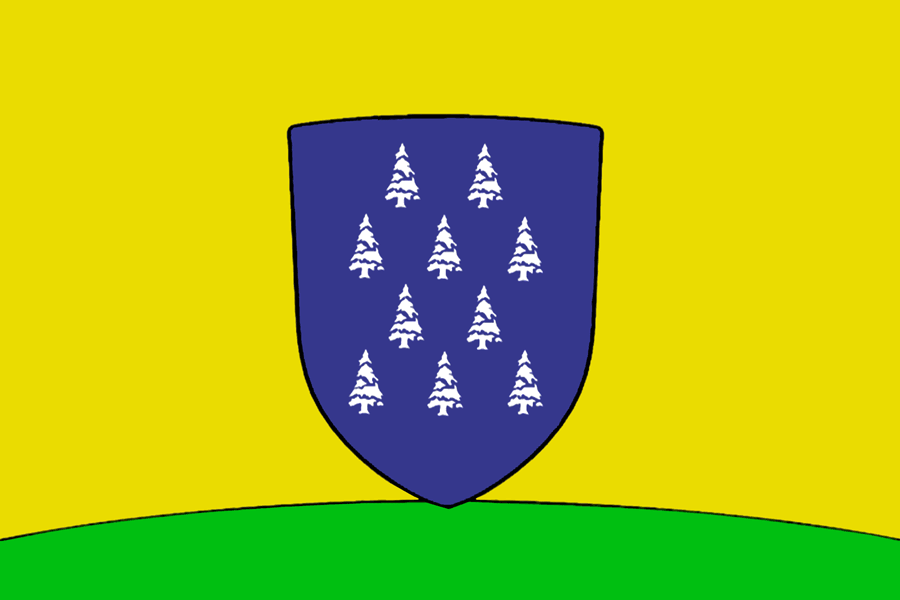
Charovský rajón (23) Poměr stran: 2:3
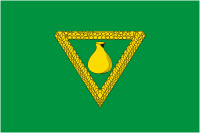
Čagodoščenský rajón (24) Poměr stran: 2:3
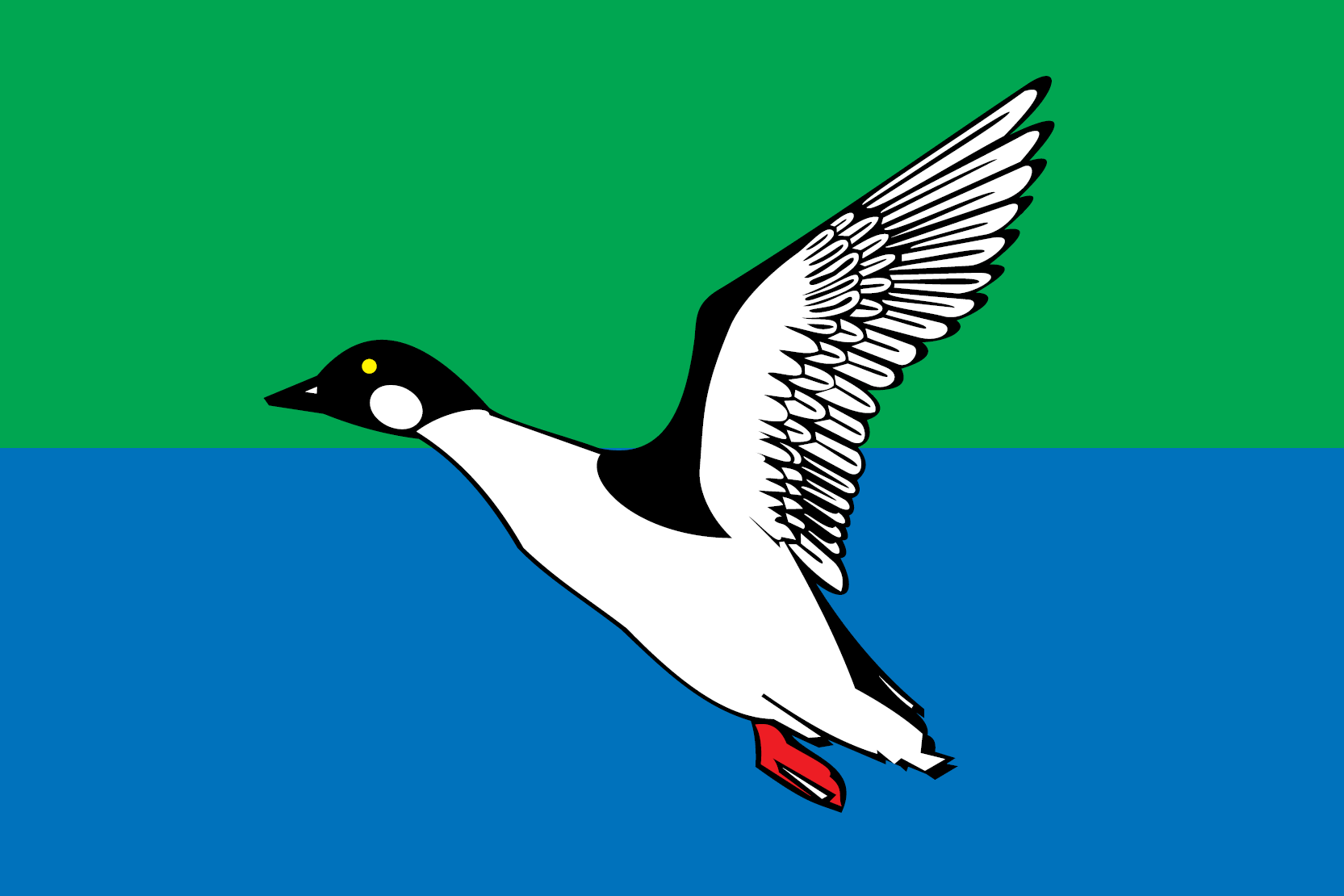
Čerepovecký rajón (25) Poměr stran: 2:3
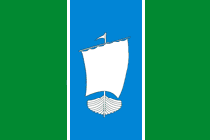
Šeksninský rajón (26) Poměr stran: 2:3